# Episodi di Law & Order - I due volti della giustizia (quinta stagione)
La quinta stagione della serie televisiva Law & Order - I due volti della giustizia, composta da 23 episodi, è stata trasmessa in prima visione negli Stati Uniti, sul canale NBC, dal 21 settembre 1994 al 24 maggio 1995.
In Italia la stagione è stata trasmessa in prima visione e in disordine su Rai 2 dal 29 maggio al 7 luglio 1998, eccetto l'episodio Casco rosso che è stato trasmesso in prima visione su Fox Crime il 7 giugno 2009.
| nº | Titolo originale  | Titolo italiano             | Prima TV USA      | Prima TV Italia |
| -- | ----------------- | --------------------------- | ----------------- | --------------- |
| 1  | Second Opinion    | Morte a pagamento           | 21 settembre 1994 | 29 maggio 1998  |
| 2  | Coma              | Tentato omicidio            | 28 settembre 1994 | 3 giugno 1998   |
| 3  | Blue Bamboo       | Una geisha americana        | 5 ottobre 1994    | 1º giugno 1998  |
| 4  | Family Values     | Valori familiari            | 12 ottobre 1994   | 30 maggio 1998  |
| 5  | White Rabbit      | Rapinatori pacifisti        | 19 ottobre 1994   | 8 giugno 1998   |
| 6  | Competence        | Una questione di incapacità | 2 novembre 1994   | 4 giugno 1998   |
| 7  | Precious          | La sindrome di Münchhausen  | 9 novembre 1994   | 5 giugno 1998   |
| 8  | Virtue            | Virtù                       | 23 novembre 1994  | 9 giugno 1998   |
| 9  | Scoundrels        | Truffa ai truffati          | 30 novembre 1994  | 15 giugno 1998  |
| 10 | House Counsel     | Dodicesimo giurato          | 4 gennaio 1995    | 10 giugno 1998  |
| 11 | Guardian          | Il tutore                   | 11 gennaio 1995   | 2 giugno 1998   |
| 12 | Progeny           | Movimento per la vita       | 25 gennaio 1995   | 16 giugno 1998  |
| 13 | Rage              | Collera nera                | 1º febbraio 1995  | 11 giugno 1998  |
| 14 | Performance       | Il punteggio                | 8 febbraio 1995   | 30 giugno 1998  |
| 15 | Seed              | Inseminazione artificiale   | 15 febbraio 1995  | 1º luglio 1998  |
| 16 | Wannabe           | Un cattivo soggetto         | 15 marzo 1995     | 17 giugno 1998  |
| 17 | Act of God        | Ingiusta condanna           | 22 marzo 1995     | 3 luglio 1998   |
| 18 | Privileged        | Il figlio adottivo          | 5 aprile 1995     | 29 giugno 1998  |
| 19 | Cruel and Unusual | Casco rosso                 | 19 aprile 1995    | 7 giugno 2009   |
| 20 | Bad Faith         | Notte (Padre Joe)           | 26 aprile 1995    | 6 luglio 1998   |
| 21 | Purple Heart      | Cuore di porpora            | 3 maggio 1995     | 2 luglio 1998   |
| 22 | Switch            | Cambio di personalità       | 17 maggio 1995    | 4 luglio 1998   |
| 23 | Pride             | Morte di un consigliere     | 24 maggio 1995    | 7 luglio 1998   |

## Morte a pagamento
- Titolo originale: Second Opinion
- Diretto da: Ed Sherin
- Scritto da: Michael S. Chernuchin e Jeremy R. Littman

### Trama
Una donna muore in ospedale dopo che si è sentita male mentre era al lavoro. Briscoe e Logan scoprono che la vittima aveva un tumore al seno, ma che aveva rifiutato le cure tradizionali, affidandosi a un'esperta di alimentazione che cercava di alleviarle il dolore con costosissimi preparati naturali. Kincaid, invece, si affianca con il nuovo vice procuratore distrettuale Jack McCoy, che è convinto che la donna abbia ucciso la sua paziente, dopo averle fatto credere che la sua cura poteva farla guarire.
- Nota. Prima apparizione nella serie per Sam Waterston, interprete del vice procuratore Jack McCoy, che prende il posto del dimissionario Ben Stone, interpretato da Michael Moriarty. Waterston rimarrà per il resto della serie e anche nelle prime tre stagioni del revival fino al 2024 e apparirà come guest star anche in due spin-off della serie, intitolati rispettivamente Law & Order - Unità vittime speciali e Law & Order - Il verdetto.
- Nota. Questo episodio è ispirato alla controversia che circonda l'uso del laetrile per curare il cancro.
- Nota. Questo episodio è ispirato anche alla morte di Gloria Ramírez avvenuta il 19 febbraio 1994 nell'ospedale di Riverside, in California, per complicazioni legate al cancro cervicale in uno stato avanzato.[11]

## Tentato omicidio
- Titolo originale: Coma
- Diretto da: Jace Alexander
- Scritto da: Ed Zuckerman

### Trama
Briscoe e Logan indagano sul tentato omicidio di una donna, qualcuno le ha sparato mentre era in macchina. I due sospettano del marito, un uomo violento da cui lei voleva divorziare. McCoy convince la sorella della donna a farla operare per estrarre il proiettile dal cervello, ma purtroppo quest'ultima non ce la fa e muore durante l'operazione. McCoy è convinto che sia stato il marito a spararle.
- Nota. Questo episodio è la prima parte di una storia che si conclude con La seconda volta (quindicesimo episodio della sesta stagione).

## Una geisha americana
- Titolo originale: Blue Bamboo
- Diretto da: Don Scardino
- Scritto da: Renè Balcer e Morgan Gendel

### Trama
Briscoe e Logan indagano sull'omicidio di un uomo giapponese, proprietario di un night club a Tokyo, che era a New York per portare una cantante a esibirsi nel suo locale. I due sospettano di una giovane artista che aveva già lavorato con la vittima, venendo sottoposta a continue vessazioni. Ma McCoy crede che stia recitando la parte di una donna affetta da sindrome della donna maltrattata.
- Nota. Questo episodio è basato sull'uso giapponese delle donne di conforto durante la Seconda Guerra Mondiale.

## Valori familiari
- Titolo originale: Family Values
- Diretto da: Constantine Makris
- Scritto da: Renè Balcer e William N. Fordes

### Trama
Briscoe e Logan indagano sull'omicidio di una redattrice di una casa editrice e sospettano del suo ex marito e del suo attuale marito. Ma la vicenda si complica quando la figlia della vittima confessa di avere una relazione con il patrigno, che, però, nega di essere l'amante di quest'ultima e l'accusa di aver ucciso sua madre.
- Nota. Questo episodio è ispirato al caso di Amy Fisher, che il 19 maggio 1992 sparò e ferì Mary Jo Buttafuoco, moglie di Joey Buttafuoco, suo amante. La Buttafuoco riconobbe la ragazza; quest'ultima si dichiarò colpevole di tentato omicidio di primo grado[12] e fu condannata a 15 anni di reclusione, ma scontò solo 7 anni e venne rilasciata in libertà condizionale.[13]

## Rapinatori pacifisti
- Titolo originale: White Rabbit
- Diretto da: Steven Robman
- Scritto da: Morgan Gendel e Ed Zuckerman

### Trama
Briscoe e Logan indagano su una rapina avvenuta in una banca. Ritrovano in una cassetta di sicurezza una pistola e alcune banconote. I due scoprono che quell'arma è la stessa di una rapina avvenuta nel 1971, commessa da quattro pacifisti contro la guerra del Vietnam, in cui perse la vita un poliziotto. Briscoe e Logan scoprono che uno è morto in uno scontro a fuoco, un altro sta scontando l'ergastolo, mentre la terza è in libertà condizionata e una quarta donna è latitante da tempo. Quest'ultima viene ritrovata sotto falso nome, sposata e con un figlio, quindi McCoy la processa per omicidio.
- Nota. Questo episodio è ispirato a tre casi: il primo è quello di Sara Jane Olson, che in realtà si chiama Kathleen Ann Soliah, che nel 1976 divenne latitante dopo essere stata incriminata per la rapina alla Banca Nazionale di Crocker, l'omicidio di Myrna Opshal e l'esplosione al dipartimento di polizia di Los Angeles. Quando la donna fu arrestata, si dichiarò colpevole di tutte le accuse e fu condannata a 14 anni di carcere. Il secondo caso invece è quello di Katherine Ann Power, che è stata latitante per le rapine all'armeria della Guardia Nazionale a Newburyports, nel Massachusetts, e alla banca nazionale di Brighton e per l'omicidio dell'ufficiale di polizia di Boston Walter Schroeder. Il terzo caso infine è sul movimento anti-guerra Weather Underground.

## Una questione di incapacità
- Titolo originale: Competence
- Diretto da: Fred Gerber
- Scritto da: Michael S. Chernuchin e Mark B. Perry

### Trama
Mentre preleva il denaro da una cassa automatica, il tenente Van Buren uccide per legittima difesa uno dei due ragazzi che volevano rapinarla. La sua posizione è però difficile: infatti il ragazzo morto non aveva un'arma con sé ed era anche ritardato, mentre la pistola la portava l'altro ragazzo, che era scappato. Mentre Briscoe e Logan cercano la pistola, la Van Buren deve affrontare la fiducia dei suoi superiori nelle sue capacità, la perplessità di Briscoe e la capacità di McCoy.
- Guest star: Jude Ciccolella (Capitano Dennis Burnett).

- Nota. Questo episodio è ispirato al caso di Eleanor Bumpurs nel quale il 29 ottobre 1984 alcuni agenti di polizia si recarono nell'appartamento della donna nel Bronx, perché aveva quattro mesi di ritardo sul suo affitto mensile di $98,65. Quando la Bumpurs si rifiutò di aprire la porta, e quindi la polizia fece irruzione, un agente di polizia di nome Stephen Sullivan le sparò due volte con un fucile Calibro 12 per legittima difesa, anche se la donna era disarmata. L'agente fu incriminato per omicidio di secondo grado, ma fu riconosciuto non colpevole per aver agito per legittima difesa.

## La sindrome di Münchhausen
- Titolo originale: Precious
- Diretto da: Constantine Makris
- Scritto da: Renè Balcer e I.C. Rapoport

### Trama
Briscoe e Logan indagano sulla scomparsa di una bambina di pochi mesi, pensando che sia stata sequestrata. Ma scoprono nel modo peggiore che la bambina potrebbe essere stata uccisa dalla madre, che soffre dalla sindrome di Münchhausen. La donna uccide i suoi figli per recitare la parte della madre disperata e ottenere attenzione da chi le sta attorno. Nonostante l'omicidio di altri due suoi figli, per McCoy è difficile incriminare la donna, visto che il marito si rifiuta di testimoniare contro di lei. Lo farà quando scopre che la moglie è nuovamente incinta, impedendo un altro omicidio.
- Nota. Questo episodio è basato su alcuni casi della sindrome di Münchhausen, tra cui quello di Mary Jane Boot.

## Virtù
- Titolo originale: Virtue
- Diretto da: Martha Mitchell
- Scritto da: Jeremy R. Littman e Mark R. Perry

### Trama
Una ragazza muore per un incidente stradale, Briscoe e Logan scoprono che aveva da poco confessato a un amico di essere stata stuprata da un politico. I detective incominciano allora a indagare sul passato dell'uomo, e scoprono altri due episodi analoghi di violenza, di cui sono state vittime la sua segretaria e la sua collega dello studio legale in cui l'uomo lavorava. Ma una delle due ha ricevuto del denaro per non denunciarlo, e il racconto dell'altra non convince McCoy.
- Nota. Questo episodio è basato sul caso Anita Hill, un avvocato che nel 1991 accusò il candidato alla Corte Suprema Clarence Thomas, il suo supervisore al Dipartimento di educazione degli Stati Uniti e la commissione per le pari opportunità di lavoro, di molestie sessuali.

## Truffa ai truffati
- Titolo originale: Scoundrels
- Diretto da: Marc Laub
- Scritto da: Charles C. Mann e Ed Zuckerman

### Trama
Un avvocato potrebbe essere stato ucciso per aver tentato di ingannare ulteriormente persone che hanno perso i risparmi di una vita, investendo in una Cassa Di Risparmio fallita.
- Nota. Questo episodio è ispirato a due casi controversi: il primo è su Charles Keating, che negli inizi degli anni '90 fu accusato di frode, racket e cospirazione, fu condannato a quattro anni di prigione e mori a Phoenix il 31 marzo 2014. Il secondo invece è su Ivan Boesky che fu coinvolto in uno scandalo di insider trading che si è verificato negli Stati Uniti, durante la metà degli anni '80.

## Dodicesimo giurato
- Titolo originale: House Counsel
- Diretto da: James Quinn
- Scritto da: Michael S. Chernuchin e Barry M. Schkolnick

### Trama
Briscoe e Logan indagano sull'omicidio di un uomo molto comune, ma scoprono che era uno dei giurati nel processo contro un boss mafioso, e che era lui a leggere il verdetto di non colpevolezza. Per McCoy, le cose sono molto complicate dal fatto che il legale del boss è un suo vecchio amico-rivale, che risulta essere implicato nella corruzione del giurato.
- Nota. Questo episodio è ispirato al caso di Bruce Cutler, avvocato difensore di John Gotti che fu rimosso dalla difesa del boss, e fu accusato di tentativi di corruzione per essere un consulente indipendente.

## Il tutore
- Titolo originale: Guardian
- Diretto da: Christopher Misiano
- Scritto da: William N. Fordes e Renè Balcer

### Trama
Briscoe e Logan indagano sulla morte di una tossicodipendente, trovata in overdose in mezzo a un bidone dell'immondizia di un centro. Briscoe e Logan scoprono che dalla morte del padre della vittima i suoi beni venivano gestiti da un amministratore, che contro il parere della madre forniva alla ragazza del denaro per procurarsi la droga. McCoy e Kincaid cercano di dimostrare che l'uomo ha causato la morte della ragazza, ma lui ritiene di averla solo aiutata.

## Movimento per la vita
- Titolo originale: Progeny
- Diretto da: Don Scardino
- Scritto da: Morgan Gendel

### Trama
Briscoe e Logan indagano sull'omicidio di un medico che lavorava in un consultorio per donne che vogliono abortire. Il delitto sembra essere collegato a un gruppo di antiabortisti, e in particolare al leader del gruppo, cioè un ex sacerdote, che si difende senza l'aiuto di un avvocato. McCoy si trova davanti un abilissimo predicatore, e usa tutta la sua competenza per convincere la giuria che non si può uccidere chi pratica l'aborto.
- Nota. Questo episodio è ispirato al caso di Paul Jennings Hill, un uomo che nel 1994 uccise il medico abortista John Britton e la sua guardia del corpo James Barrett ferendo anche la moglie di quest'ultimo, June Barrett, un'infermiera in pensione. Hill fu riconosciuto colpevole di tutte le accuse, condannato a morte il 3 dicembre 1994 e giustiziato con iniezione letale, il 3 settembre 2003, nel carcere statale della Florida.

## Collera nera
- Titolo originale: Rage
- Diretto da: Arthur W. Forney
- Scritto da: Michael S. Chernuchin

### Trama
Briscoe e Logan indagano sull'omicidio di un affarista. Immediatamente i due sospettano subito di un suo dipendente, che aveva fatto una carriera fulminea a causa di una serie di compravendite fraudolente, di cui la vittima era venuta a conoscenza. L'uomo ingaggia un abile avvocato che sceglie come linea difensiva la collera nera, causata da anni di maltrattamenti e discriminazione subite dai neri a New York.
- Nota. Questo episodio è ispirato alla sparatoria di Long Island Rail Road, avvenuta il 7 dicembre 1993 con 6 morti e 19 feriti, l'autore della sparatoria Colin Ferguson viene arrestato e condannato a 315 anni di reclusione, grazie a un patteggiamento fatto da un procuratore di Stato, l'imputato si stava difendendo usando il principio della collera nera.

## Il punteggio
- Titolo originale: Performance
- Diretto da: Martha Mitchell
- Scritto da: Ed Zuckerman, René Balcer e Jeremy R. Littman

### Trama
Briscoe e Logan vedono una videocassetta in cui si vede un ragazzo che violenta una minorenne e le spara. Poco dopo, la ragazza in seguito viene trovata ancora in vita e denuncia lo stupro subito, anche se con qualche reticenza. Briscoe e Logan scoprono che il presunto stupratore della ragazza, fa parte di un gruppo i cui membri sono impegnati in una gara a chi conquista le ragazze... e per aumentare il punteggio sono disposti a tutto.
- Nota. Questo episodio è ispirato alla Spur Posse, un gruppo di ragazzi delle scuole superiori di Lakewood, in California, che attaccavano e stupravano minorenni tra i 12 e 18 anni, fino a quando il 18 marzo 1993, il Dipartimento dello Sceriffo di Los Angeles arrestò un gran numero di membri per vari crimini sessuali, poi i pubblici ministeri abbandonarono tutte le accuse, tranne una, dopo essere state incapaci di dimostrare che la maggior parte degli incontri non erano consensuali, sebbene molti fossero con delle minorenni, alcune meno di 10 anni.
- Nota. L'attrice Barbara Spiegel è accreditata nel ruolo del giudice Harriet Doremus, ma la targa del suo personaggio riporta Ellen Dreiser.

## Inseminazione artificiale
- Titolo originale: Seed
- Diretto da: Don Scardino
- Scritto da: Michael S. Chernunchin e Janis Diamond

### Trama
In seguito alla morte di una donna per mano di una guardia giurata per legittima difesa, Briscoe e Logan indagano su un medico specializzato in inseminazione artificiale. I dubbi sulla sua condotta crescono quando emerge che da tempo, il medico non effettuava più i test HIV sui donatori, e che si era macchiato di altri comportamenti contrari all'etica professionale. Il medico è però coperto dalla riluttanza dei suoi ex pazienti di testimoniare.
- Nota. Questo episodio è ispirato al caso di Cecil Jacobson, un medico che usò il proprio sperma per inseminare artificialmente le sue pazienti senza informarle. Jacobson fu accusato di frode, frode postale e spergiuro e fu condannato a 5 anni di reclusione, al versamento di un risarcimento di 116 805 dollari e alla revoca della licenza medica.
- Nota. Il personaggio interpretato dall'attore Ron Frazier è accreditato come giudice Michael Ianello in questo episodio, ma negli altri episodi in cui appare è accreditato con il nome di Aldo Ianello sia nei titoli di testa sia nella targhetta del suo personaggio.

## Un cattivo soggetto
- Titolo originale: Wannabe
- Diretto da: Lewis H. Gould
- Scritto da: René Balcer e I.C. Rapoport

### Trama
Briscoe e Logan indagano sull'omicidio di un contabile di un'azienda avvenuto davanti a casa sua. I due scoprono che la vittima aveva avuto un ruolo decisivo nell'espulsione di un ragazzo dalla scuola frequentata dal figlio. Pare che l'espulsione del ragazzo sia avvenuta perché quest'ultimo era stato accusato di aver minacciato con un'arma il figlio della vittima. In realtà però, il ragazzo era stato espulso perché la sua famiglia non era abbastanza facoltosa per permettersi una scuola così esclusiva. I sospetti degli investigatori si concentrano quindi sul ragazzo espulso e suo padre, ma quest'ultimo si autoaccusa dell'omicidio e McCoy ritiene che l'uomo voglia coprire il figlio.

## Ingiusta condanna
- Titolo originale: Act of God
- Diretto da: Constantine Makris
- Scritto da: Ed Zuckerman e Walter Dallenbach

### Trama
Un cantiere esplode costando la vita a un ragazzo. Briscoe e Logan sospettano prima di un appaltatore, che voleva liberarsi di quel lavoro per cercarne un altro; e poi del marito dell'amante dell'appaltatore. McCoy si trova a dover processare l'appaltatore, trovandosi nell'insolita e difficile posizione di dover dimostrare di non aver ragione.
- Nota. Questo episodio è ispirato ai casi assicurativi che comportano affermazioni di un atto di Dio.
- Nota. Questo caso è stato referenziato nell'episodio della sesta stagione intitolato Il trofeo.

## Il figlio adottivo
- Titolo originale: Privileged
- Diretto da: Vincent Misiano
- Scritto da: Jeremy R. Littman e Suzanne O'Malley

### Trama
Briscoe e Logan indagano sull'omicidio di una coppia di coniugi benvoluta da tutti avvenuto nel loro appartamento e si indirizzano verso i precedenti proprietari dell'appartamento, un avvocato divorzista e la moglie con il loro figlio adottivo che è alcolizzato, il quale era nei pressi della sua vecchia abitazione la sera del delitto. McCoy e Kincaid scoprono che il figlio era stato maltrattato dalla madre, quindi il suo legale invoca la legittima difesa.
- Nota. Questo episodio è ispirato al caso di Paul Cox, che nel 1988 uccise una coppia di immigrati indiani a pugnalate. Cox si dichiarò colpevole di omicidio colposo e fu condannato a 8 anni e mezzo di reclusione.

## Casco rosso
- Titolo originale: Cruel and Unsual
- Diretto da: Matthew Penn
- Scritto da: René Balcer e Michael S. Chernuchin

### Trama
Briscoe e Logan indagano sulla strana morte di un ragazzo avvenuto nella cella di una prigione. I due scoprono che era scappato da una clinica per ragazzi autistici, e che i metodi usati dal medico responsabile del ragazzo sono antiquati e dolorosi. Il medico ritiene che il modo migliore per calmare i pazienti sia trattarli con delle scosse elettriche. McCoy e Kincaid pensano che a provocare la morte del ragazzo sia stato proprio l'uso di un casco a elettroshock proibito dalla legge.
- Nota. C'è un errore in questo episodio quando un sospettato della morte del ragazzo digita la parola Flowers con l'aiuto di sua madre, in aula, la sua mano non si avvicina mai alla F sulla tastiera.
- Nota. Questo episodio è basato sul Judge Rotenberg Education Center, uno dei centri di autismo che si trova in alcuni stati degli Stati Uniti, che usa l'elettroshock come terapia di avversione.
- Nota. Questo episodio vide il debutto televisivo di Steve Burns, che diventò il protagonista della serie prodotta dalla Nickelodeon.
- Nota. Questo episodio fu trasmesso il giorno in cui Timothy McVeigh provocò un attentato in Oklahoma City con 168 morti e più di 800 feriti.

## Notte (Padre Joe)
- Titolo originale: Bad Faith
- Diretto da: Dann Florek
- Scritto da: René Balcer

### Trama
In seguito all'omicidio di un poliziotto, Briscoe e Logan portano alla luce una vecchia storia di molestie sessuali, compiute da un parroco del luogo nei confronti dei bambini della sua parrocchia. Tra questi c'è anche la vittima che era anche amico di Logan. Il parroco, uscito dalla Chiesa e apparentemente marito e padre di famiglia, è sospettato di omicidio, ma McCoy scopre che la vittima si è suicidata.
- Guest star: Dann Florek (capitano Donald Cragen).

- Nota. Questo episodio è ispirato al caso di James Porter, un prete cattolico che dagli anni' 60 in poi abusò sessualmente di più di 100 bambini. Porter si dichiarò colpevole della maggior parte delle accuse e fu condannato dai 18 ai 20 anni di reclusione. Il parroco morì di cancro l'11 febbraio 2005, al New England Medical Center, a Boston.
- Nota. Cragen fa un commento sulla figlia quattordicenne, anche se è stato stabilito in precedenza che lui e sua moglie Marge non avevano figli.

## Cuore di porpora
- Titolo originale: Purple Heart
- Diretto da: Arthur W. Forney
- Scritto da: Morgan Gendel e William N. Fordes

### Trama
Briscoe e Logan indagano sull'omicidio di un tassista credendo che sia stato ucciso a scopo di rapina. Ma i due collegano la vittima a uno strozzino e poi a un killer, che a sua volta viene ucciso. I detective faticano a mettere in correlazione i due omicidi, ma poi sospettano della moglie del tassista, alla quale lui aveva sottratto gli ultimi risparmi. Durante il processo, il suo legale è molto abile, come McCoy.
- Nota. Questo episodio è ispirato al caso di Anthony Riggs. Il 18 marzo 1991 Riggs viene ucciso a colpi d'arma da fuoco davanti a casa sua. Per quest'omicidio, la moglie Toni e il fratello di quest'ultima Michael sono stati condannati all'ergastolo senza condizionale.

## Cambio di personalità
- Titolo originale: Switch
- Diretto da: Christopher Misiano
- Scritto da: Jeremy R. Littman e Sibyl Gardner

### Trama
Briscoe e Logan indagano sull'omicidio di una psichiatra avvenuto nel suo studio. Un testimone l'ha sentita litigare nel suo studio con un uomo, ma viene accertato che la sua ultima paziente era una donna. Briscoe e Logan trovano un indizio, cioè una sacca di plastica contenente un tesserino intestato a uno sconosciuto. I due pensano di essere arrivati a una soluzione, ma scoprono che lo sconosciuto è una delle identità dissociate della donna. McCoy e Kincaid scoprono che la donna ha un disturbo dissociativo, per cui racchiude in sé altre due personalità, ognuna delle quali è inconsapevole delle azioni delle altre due.
- Nota. Questo episodio è ispirato a due casi realmente accaduti: il primo è su Karisa Santiago, che nel 1994 uccise i suoi tre figli e venne dichiarata colpevole di un solo omicidio di secondo grado e condannata a una pena sconosciuta. Il secondo invece è su Billy Milligan, un uomo che alla fine degli anni' 70 fu accusato di diversi reati, tra cui tre stupri e rapina a mano armata, fu ricoverato in diversi ospedali psichiatrici e morì il 12 dicembre 2014, a 59 anni in una casa di riposo a Columbus, nell'Ohio.

## Morte di un consigliere
- Titolo originale: Pride
- Diretto da: Ed Sherin
- Scritto da: Ed Zuckerman e Gene Ritchings

### Trama
Briscoe e Logan indagano sull'omicidio di un consigliere comunale, che era anche omosessuale. I due pensano che l'omicidio sia opera di un fanatico intollerante e che riguardi la vita privata del politico, ma sospettano di un altro politico, che la vittima aveva danneggiato. Il suo legale, in aula, cerca di fare leva sui pregiudizi dei giurati contro gli omosessuali, e Logan gli dà una mano.
- Nota. Questo episodio è ispirato al caso di omicidio di George Moscone e Harvey Milk, avvenuto nel municipio di San Francisco il 27 novembre 1978 per mano di Dan White, che fu condannato per omicidio colposo invece che per omicidio di primo grado e scontò 7 anni di prigione. Il 21 ottobre 1985 White morì suicida con i gas di scarico della macchina a San Francisco.
- Nota. Questo episodio è l'ultimo per Chris Noth, interprete di Mike Logan. Infatti il creatore e produttore della serie Dick Wolf decise di non rinnovargli il contratto e i fan della serie furono molto delusi dal licenziamento dell'attore. L'attore riprese il ruolo nel 1998, con il film TV Omicidio a Manhattan, e nel 2005, con il secondo spin-off della serie chiamato Law & Order: Criminal Intent.